# لوريندو جويزاردي
لوريندو جويزاردي (7 يوليو 1934 - 22 فبراير 2020) كان أحد الأساقفة البرازيليين من الروم الكاثوليك.
ولد جويزاردي في نوفا باسانو في ريو غراندي دو سول، ورُسم في الكهنوت عام 1959. شغل منصب أسقف أبرشية باغي الرومانية الكاثوليكية من عام 1982 إلى عام 2001 وأسقفًا لأبرشية الروم الكاثوليك في فوز دو إيغواسو من عام 2001 حتى عام 2010.